# 小水峪站
小水峪站是一个京通线上的铁路车站，位于北京市密云区西田各庄镇，建于1976年，目前为四等站，邮政编码为101408。目前客运：办理旅客乘降；行李、包裹托运；货运：办理整车、零担货物发到。